# Rosendal och Högelund
Rosendal och Högelund är en av SCB avgränsad och namnsatt småort i Nynäshamns kommun i Stockholms län. den omfattar bebyggelse i Rosendal och Högelund i Sorunda socken belägna i den norra delen av kommunen, sydväst om Väländan och väster om Norudden.